# Iznatoraf
Iznatoraf er en by og kommune i det sydlige Spanien i provinsen Jaén. Den har et indbyggertal på 882 (2024) indbyggere.